# Пипкин, Марвин
Марвин Пипкин (англ. Marvin Pipkin; 18 ноября 1889 — 7 января 1977) — американский химик, изобретатель.

## Биография
Во время службы в армии США работал над противогазами. Позднее во времена на гражданской службе изобрел метод создания матового покрытия на внутренней поверхности стекла ламп накаливания для создания рассеянного, не ослепляющего света. Также Пипкин сделал множество изобретений для улучшения ламп.